# Montansäure
Montansäure (n-Octacosansäure) ist eine chemische Verbindung aus der Gruppe der gesättigten höheren Fettsäuren. Sie zählt zur Untergruppe der Wachssäuren. Ihre Salze und Ester heißen Montanoate (systematisch auch Octacosanoate).

## Vorkommen
Montansäure sowie ihre Ester mit langkettigen Alkoholen (C-24, C-26 und C-28) sind im Montanwachs enthalten, der durch Extraktion aus Braunkohle erhalten werden kann.

## Eigenschaften
Montansäure ist ein Feststoff mit einem Schmelzpunkt bei 91–93 °C und in Wasser praktisch unlöslich. Die Ester von Montansäure (Montansäureester) wurden aus Braunkohle extrahiert, es handelt sich um besonders gut gereinigtes Bitumen. Diese fungierten als Lebensmittelzusatzstoff (E 912) und wurden als Überzugsmittel für Früchte eingesetzt. Seit dem 1. Oktober 2014 sind Montansäureester nicht mehr als Zusatzstoff zugelassen. Sie besitzen ähnliche Eigenschaften wie Carnaubawachs.